# Irondequoit (New York)
Irondequoit est une ville du comté de Monroe, dans l'État de New York, aux États-Unis,. En 2010, elle comptait une population de 51 692 habitants.

## Démographie
Lors du recensement de 2010, la ville comptait une population de 51 692 habitants. Elle est estimée, en 2019, à 50 055 habitants.